# Сансет-Гіллс (Міссурі)
Сансет-Гіллс (англ. Sunset Hills) — місто (англ. city) в США, в окрузі Сент-Луїс штату Міссурі. Населення — 9198 осіб (2020).

## Географія
Сансет-Гіллс розташований за координатами 38°31′52″ пн. ш. 90°24′33″ зх. д. / 38.53111° пн. ш. 90.40917° зх. д. (38.531246, -90.409285).  За даними Бюро перепису населення США в 2010 році місто мало площу 23,68 км², з яких 23,57 км² — суходіл та 0,11 км² — водойми.

## Демографія
Згідно з переписом 2010 року, у місті мешкало 8496 осіб у 3424 домогосподарствах у складі 2422 родин. Густота населення становила 359 осіб/км².  Було 3635 помешкань (154/км²).
Расовий склад населення:
| - 94,1 % — білих - 2,3 % — азіатів - 1,5 % — чорних або афроамериканців - 0,2 % — корінних американців |

До двох чи більше рас належало 1,4 %. Частка іспаномовних становила 1,6 % від усіх жителів.
За віковим діапазоном населення розподілялося таким чином: 20,7 % — особи молодші 18 років, 52,8 % — особи у віці 18—64 років, 26,5 % — особи у віці 65 років та старші. Медіана віку мешканця становила 50,3 року. На 100 осіб жіночої статі у місті припадало 90,5 чоловіків;  на 100 жінок у віці від 18 років та старших — 87,2 чоловіків також старших 18 років.
Середній дохід на одне домашнє господарство  становив 140 047 доларів США (медіана — 97 273), а середній дохід на одну сім'ю — 163 048 доларів (медіана — 118 462). Медіана доходів становила 82 276 доларів для чоловіків та 43 906 доларів для жінок. За межею бідності перебувало 4,9 % осіб, у тому числі 6,7 % дітей у віці до 18 років та 2,8 % осіб у віці 65 років та старших.
Цивільне працевлаштоване населення становило 4002 особи. Основні галузі зайнятості: освіта, охорона здоров'я та соціальна допомога — 20,4 %, роздрібна торгівля — 14,5 %, науковці, спеціалісти, менеджери — 13,5 %.